# Арна (Италия)
Арна́ (фр. Arnad) — коммуна в Италии, располагается в автономной области Валле-д’Аоста.
Население составляет 1299 человек (2008 г.), плотность населения составляет 46 чел./км². Коммуна занимает площадь 28,84 км². Почтовый индекс — 11020. Телефонный код — 0125.
Покровителем коммуны почитается святитель Мартин Турский, празднование 11 ноября.

## Демография
Динамика населения: